# Kurt Giese (Musiker)

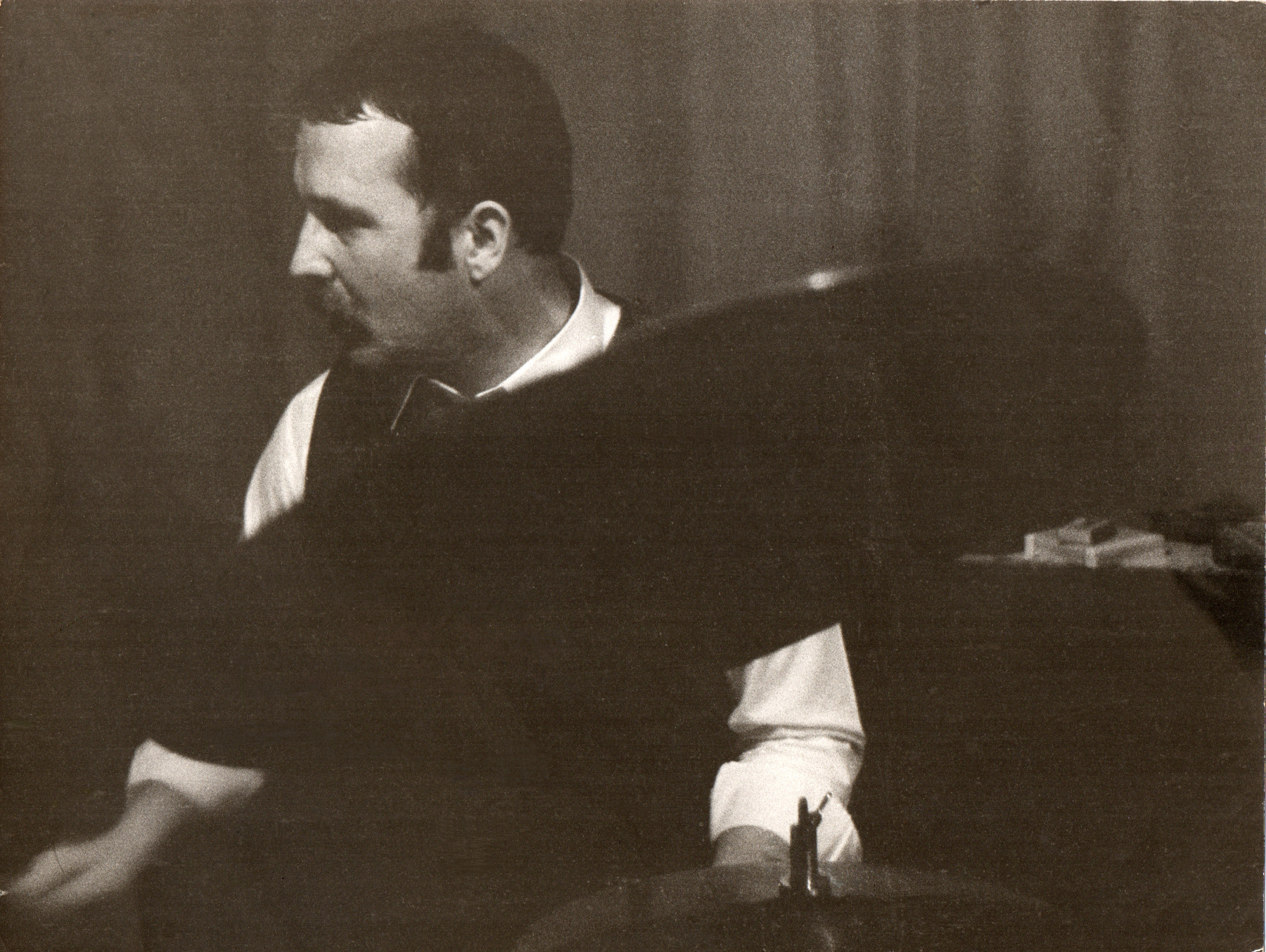
Kurt Giese

Kurt Giese (* 30. März 1936 in Berlin; † 28. Juni 2008 in Hamburg) war ein deutscher Jazzmusiker (Schlagzeug) und Musikproduzent.

## Biografie
Giese nahm Schlagzeugunterricht bei Joe Glaser, dem Schlagzeuger des Johannes Rediske Quintetts, und absolvierte nach dem Abitur 1956 ein Musikstudium am Städtischen Konservatorium Berlin mit dem Hauptfach Schlagzeug (bis 1959). Von 1962 bis 1965 schrieb er sich erneut am Konservatorium ein, um bei Hans Hansen, dem Schlagwerker und Pauker der Berliner Philharmoniker, zu studieren.

### Schlagzeuger
Seit der Schulzeit spielte Kurt mit diversen Jazz-Combos in einschlägigen Berliner Clubs wie Badewanne und Eierschale, auf Tanzveranstaltungen und in amerikanischen Soldatenclubs. Es folgten Tourneen durch Westdeutschland, bald auch Engagements im Ausland sowie für Unterhaltungsshows im Fernsehen und Musicals.
1958 war er mit den Bertlanders unter Bandleader Dieter Siebert („Bert Landers“) beim Berliner Amateur-Jazz-Festival erfolgreich und belegte im selben Jahr den 3. Platz beim Deutschen Amateur-Jazz-Festival in Düsseldorf. (Heinz Wulfestieg war Bandmitglied.)
Dann war er Schlagzeuger bei Gustav Brendel, dem Johannes Rediske Quintett, der Eddie de Latte Big Band und den Bands von Fred Spannuth und Poldi Klein. Gelegentlich trat er mit dem Manfred Burzlaff Quintett oder den Spree City Stompers auf und spielte mit Leo Wright, Carmell Jones, Hans Koller, Dave Pike u. a. in Herb Gellers Jazz Galerie.
Als Nachfolger von Joe Harris kam er 1966 zum SFB Tanzorchester.
Unter Herbert von Karajan, Eugen Jochum und Lukas Foss spielte Giese als zusätzlicher Perkussionist mit den Berliner Philharmonikern in Berlin, Mailand und in den USA.
Seit 1965 nahm Giese als Freelancer in Hamburg mit dem NDR Tanzorchester unter der Leitung von Franz Thon, dem Hamburger Studio Orchester unter Rolf Kühn, dem Rundfunkorchester Hannover unter Karl Heinz Loges sowie mit Günter Fuhlisch und seinen Solisten auf.
1969 folgte Gieses Umzug nach Hamburg, wo er seit 1973 eine Teilzeit-Anstellung als Schlagzeuger des NDR Tanz- und Unterhaltungsorchesters (später NDR Big Band) hatte und regelmäßig in Unterhaltungsshows im Radio und Fernsehen spielte, z. B. „Am laufenden Band“ mit Rudi Carrell, „Einer wird gewinnen“ mit Hans-Joachim Kulenkampff und das „Hamburger Hafenkonzert“.
Im Hamburger Jazzhouse spielte er zudem mit Michael Naura, Dusko Goykovich, dem Peter Herbolzheimer Sextett, Herb Geller, Leo Wright und anderen internationalen Solisten.
Als Studiomusiker machte er zudem viele kommerzielle Aufnahmen, hauptsächlich in den Polydor Studios und für Miller International [MCA Records Inc] z. B. mit Rob Pronk, Kai Warner und Bert Kaempfert, für diverse Schlagerstars der Zeit und Werbejingles. Auch spielte er auf Tanzveranstaltungen, Bällen und Galas mit Alfred Hause, Günther Fuhlisch, Kai Warner, James Last, Bert Kaempfert, Roberto Blanco und Frank Valdor.

### Produzent, Aufnahmeleiter und Moderator
Infolge einer MS-Erkrankung war Giese 1986 nicht mehr in der Lage, als professioneller Musiker zu arbeiten. 1987 wechselte er in die Produktionsabteilung der NDR Big Band als Redakteur, Produzent und Aufnahmeleiter, wo er bis zu seiner Pensionierung 1996 blieb. Hier leitete er Produktionen mit u. a. Chet Baker, Phil Wilson, Joe Pass, Etta Cameron, Norma Winstone, Jiggs Whigham, Steve Gray, Bernhard Ebbinghouse und Fritz Pauer. Unter anderem war er auch der Initiator und Produzent des als „The Last Great Concert“ veröffentlichten Konzertes des Trompeters Chet Baker im Funkhaus Hannover.
In den 1990er Jahren moderierte Giese außerdem eine eigene Radiosendung, „Music in the Air“, die mittwochs auf NDR 4 ausgestrahlt wurde.

### Familie
Seit 1958 war Kurt Giese mit Christl Pauer geb. Döhler (* 8.12.1938 in Berlin, † 17.3.2011 in Wien) verheiratet. Aus dieser Ehe stammt Tochter Cornelia Giese. 1967 heiratete er die Schauspielerin Marlies Hoffmann (* 13.05.1941 Berlin, † 09.02.2024 Hamburg) und hatte mit ihr zwei weitere Kinder, Rebecca Walsh und Aaron Giese.

### Krankheit und Tod
In den 1980er Jahren wurde Giese mit primärer progredienter Multipler Sklerose (PP-MS) diagnostiziert, deren Verlauf stetig fortschritt. Sie führte zur vollständigen Immobilisierung. 2008 verstarb er infolge eines bronchialen Infektes und wurde auf dem Waldfriedhof Dahlem begraben.

## Mitwirkungen

### Film
- 1962 „Bella Musica“, NDR-Fernsehfilm mit dem Orchester Bruno Martelli, den Sängerinnen Carla Codevilla und Liane Riva u. a.
- 1963 „Aus dem Tagebuch eines Kabarettisten“ und „Bevor es 13 schlug“, TV-Filme von und mit Wolfgang Neuss, Musik: Johannes Rediske Quintett
- 1964 Cameo-Auftritt in „Das 7. Opfer“, Bryan Edgar Wallace-Film mit Hansjörg Felmy

### Musicals
- 1964 „Haltet die Welt an, ich will aussteigen“ (Berliner Komödie) mit Harald Juhnke, Musik: Johannes Rediske Quintett
- 1964/65 „Teenagerlove“ (Theater am Kurfürstendamm) dt. Uraufführung mit Johanna von Koczian, Musik: Johannes Rediske Quintett
- 1968 „Das Musikalische Himmelbett“ (Schauspielhaus Düsseldorf), musikalische Leitung: Rolf Kühn
- 1976 „Sweet Charity“ (Thalia Theater in Hamburg), musikalische Leitung: Rolf Kühn
- 1977 „Chicago“ (Thalia Theater in Hamburg) dt. Uraufführung mit Uwe Friedrichsen und Nicole Heesters, musikalische Leitung: Rolf Kühn
- 1984/85 „Große Freiheit Nr. 7“ (Hamburger Operettenhaus) mit Freddy Quinn, musikalische Leitung: Alfred Hause

### Unterhaltungssendungen im Radio und TV
- 1960–1962 „Rhythmus in Bildern“, SFB Fernsehsendungen mit dem Johannes Rediske Quintett und u. a. der Sängerin Inge Brandenburg
- 1961 „Bitte lassen Sie sich unterhalten“, NDR-Fernsehsendung mit Evelyn Künneke, Musik: Johannes Rediske Quintett
- 1967 "Jetzt schlägt's 13" ZDF-Silvestershow (mit den Spree City Stompers)
- 1972 „Einmarsch der Nationen“, Olympische Sommerspiele in München, unter Orchesterleiter Kurt Edelhagen mit Peter Herbolzheimer, Dieter Reith und Jerry van Rooyen
- 1974–1979 “Am laufenden Band”, Fernsehshow mit Rudi Carrell, musikalische Leitung: Cornelis op den Zieken
- 1978 „Die Otto Show VI“ von und mit Otto Waalkes („Stepptanz“)
- 1979–1985 „Einer wird gewinnen“, Fernsehshow mit Hans-Joachim Kulenkampff (aus Kiel und Hannover mit dem NDR Tanz- und Unterhaltungsorchester)
- 1979–1985 „Hamburger Hafenkonzert“, Radiosendung, musikalische Leitung: Alfred Hause, Günther Fuhlisch
- 1990er Jahre „Music in the Air“, wöchentliche Radiosendung auf NDR 4. Kurt Giese stellte das Programm zusammen und moderierte.

### Diskografie als Schlagzeuger
- 1958 Opera „The Bertlanders-Starband – Mitternachts-Blues“
- 1958? Schallplattenklub Salzburg Im Europäischen Buchklub „The Bertlanders-Starband – Jazz Mit Der Bertlanders-Starband“
- 1959 Metronome Records „Deutsches Amateur Jazz Festival ‘58 Düsseldorf“ / „The Bertlanders - The Lady is a Tramp“
- 13.10.62 (unveröffentlicht) „Johannes Rediske Quintett mit Inge Brandenburg - Jazz in einer kleinen Stadt“ (Live-Mitschnitt aus dem Jazzclub Rheda)[15]
- 1964 Fontana „Johannes Rediske Quintett - Teenagerlove“
- 1968 Schwann „Evangelisches Studio Ensemble Berlin - Wenn jeder sagt“
- 04.11.1968 (unveröffentlicht) „Herb Geller Sextett, NDR Studio, Hamburg“[16]
- 1972 Polydor „Kurt Edelhagen - Einzug der Nationen“
- 1973 Polydor „Gottfried Böttger - Gottfried goes happy“
- 1976 Happy Bird „Harald Juhnke -… Aber Vor Allem Würde Ich Trinken!“
- 1976 Delfina „Michael Naura - Brotherhood of Swing“
- 1979 TMK „Günther Fuhlisch und seine Solisten vom NDR – Wir bitten zum Tanz“
- Elite Special – LLP 80 006 „Presseball mit Günther Fuhlisch“
- 1979 Polydor „50 Jahre Hamburger Hafenkonzert mit Alfred Hause“
- 1984 Polydor „Freddy Quinn - Große Freiheit Nr. 7“
- 2008 TMK „Karl Heinz Loges, Das Rundfunkorchester Hannover – Musik für Radiohörer“

### Diskografie als Produzent
- 1988 Enja Records „Chet Baker – My Favourite Songs – The Last Great Concert“
- 1990 Enja Records „Chet Baker – Straight From The Heart – The Last Great Concert Vol. II“
- 1990 Enja Records „Chet Baker – The Last Great Concert - My Favourite Songs Vol 1 & 2“
- 1993 Capri Records „Phil Wilson, NDR Big Band – The Wizard of Oz Suite“
- 1993 Blue Flame Records „Rolf Kühn – Big Band Connection“
- 1994 Four Leaf Clover Records „Hayati Kafe With The Metropole Orchestra and NDR Big Band – The Crooner“ (Co-Produzent)
- 1995 Enja Records “Chet Baker – The Legacy – Vol. 1”
- 1996 Extra Records & Tapes „Etta Cameron mit der NDR Bigband“
- 1996 ACT „NDR Big Band Bravissimo – 50 Years NDR Big Band“
- 1996 ACT „Nguyên Lê – A Little Magic in a Noisy World“
- 1997 ACT „Joe Pass – In Hamburg“
- 1998 ACT „NDR Big Band Bravissimo II – 50 Years NDR Big Band“
- 2000 Capri Records „Phil Wilson and the NDR Big Band – Pal Joey Suite“